# Duobrachium sparksae
Duobrachium sparksae (лат.) — единственный известный представитель своего вида, относящегося к типу гребневиков. Характеризуется выпуклым телом примерно шарообразной формы, двумя симметрично расположенными щупальцами, каждое из которых в своём основании имеет форму плоского усечённого конуса, резко переходящего в нитевидное образование, по длине намного превышающее размеры тела.
Ареал и диапазон глубин обитания Duobrachium sparksae неизвестны. Открыт в 2015 году в ходе видеосъёмки, проводившейся на глубине 3910 метров в амфитеатре Аресибо, находящемся в каньоне Гуахатака у берегов Пуэрто-Рико. Съёмка велась с дистанционно управляемого транспортного средства (ROV) «Deep Discoverer», принадлежащему Национальному управлению океанических и атмосферных исследований (NOAA). Описание Duobrachium sparksae сделано на основе детально изученных кадров видеосъёмки, упомянутой выше и позволявшей разглядеть детали тела размером в 1 мм включительно. В настоящее время экземпляры Duobrachium sparksae полностью отсутствуют в каких-либо научных коллекциях.
Статья об открытии вида опубликована в журнале «Plankton and Benthos Research».